# نفت شیل
نفت شِیل (Shale oil) یا نفت پَلمه‌سنگی یا نفت شِنی، نفت نامتعارفی است که از گرماکافت، هیدروژنه‌کردن، و انحلال گرمایی خرده‌های پلمه‌سنگ نفتی به دست می‌آید. این فرایندها مواد آلی درون سنگ و شن (کروژن) را به نفت و گاز مصنوعی تبدیل می‌کنند. از نفت حاصله می‌توان بلافاصله به عنوان سوخت استفاده کرد یا با افزودن هیدروژن و زدودن ناخالصی‌ها چون سولفور و نیتروژن، ارتقائش داد تا به عنوان مادهٔ اولیه وارد پالایشگاه شود. محصولات پالایش‌شده را می‌توان در همان مصارفی به کار برد که محصولات پالایش‌شدهٔ نفت خام به کار می‌روند.
واژه Shale oil کمی ابهام دارد و گاه به نوع‌های دیگر نفت به دست آمده از منابع دیگر نیز گفته می‌شود که آژانس بین‌المللی انرژی tight oil و light tight oil را برای آنها پیشنهاد می‌کند.

## تاریخچه
اولین بار در قرن دهم میلادی دانشمند بین‌النهرینی مساویه ماردینی که بر روی روشهای تصفیه انواع مایعات و جامدات کار می‌کرد روش استخراج نفت شیل توسط حرارت و بخار را ابداع کرد

## منابع سنگ نفت‌زا

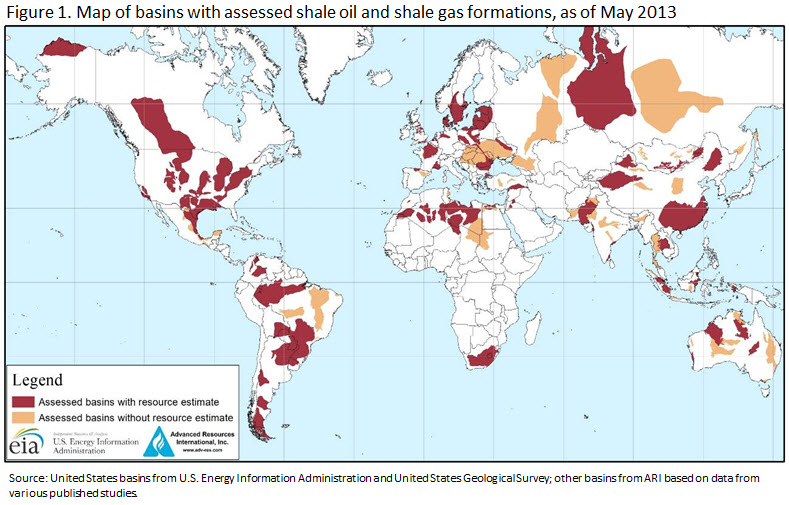
نواحی دارای منابع عمدهٔ شناخته شدهٔ نفت و گاز شیل در جهان